# Tahtib
Le tahtib (arabe : تحطيب ; taḥṭīb) est une lutte pratiquée en Égypte, principalement en Haute Égypte. C'est également une forme de danse martiale.

## Étymologie
Le nom complet de l'arabe taḥṭīb est Al Fann Nazaha Wal Tahtib qui signifie « l'Art (Fann) de l'intégrité (Nazaha) grâce à l'utilisation du bâton ». Le terme « tahtib » dérive de l'égyptien « Hat-tab » qui se traduit par le « bois à brûler ».

## Historique

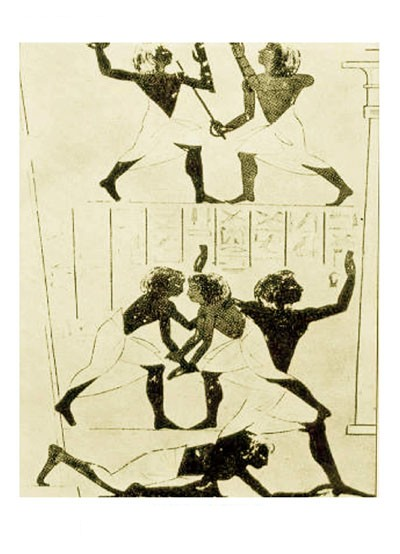
Peinture représentant des lutteurs de tahtib

Les origines du tahtib semblent remonter à l'Égypte antique au IIe millénaire avant notre ère. Quelques-uns des gestes de tahtib sont gravés sur les murs de trois tombes parmi celles qui sont taillées dans la roche du site archéologique de Beni Hassan, sur la rive orientale du Nil, près de la ville d'Al-Minya. La nécropole comprend des tombes de nomarques des XIe et XIIe dynasties.

## Évolution contemporaine
Le tahtib est pratiqué par des hommes jeunes et moins jeunes qui aiment le défi d'une bonne lutte. Cette pratique festive villageoise est aussi une cérémonie culturelle où les gagnants de ce sport-spectacle montrent leur virilité pour séduire les femmes. C'est devenu aujourd'hui une danse traditionnelle stylisant le combat, accompagnée par des musiciens et pratiquée lors des fêtes et des mariages,.
Il est joué uniquement par les hommes et les combats peuvent être très sanglants. Cependant, quand le tahtib est joué proprement, un homme attaque pendant que l'autre se défend juste et puis vice-versa. Il y a en revanche des moments où les participants peuvent prendre l'affrontement de manière très personnelle, dans quel cas il n'y a plus vraiment de règles. En raison de l'aspect dangereux du tahtib, parer et bloquer les attaques est essentiel pour survivre pendant le jeu, frapper est la norme et les clés sont quasiment inexistantes.
Le tahtib est peut-être l'art martial égyptien le plus ancien encore pratiqué.
Le Tahtib est inscrit au patrimoine culturel mondial à l'UNESCO.

## Modern Tahtib: une voie différente
Au-delà du Tahtib traditionnel égyptien, une version moderne, codifiée naît dès 2014 (le Modern Tahtib, de l'anglais : tahtib moderne). Reprenant en partie les codes festifs du Tahtib traditionnel, le Modern Tahtib se différencie entre autres par une pratique sportive mixte (hommes et femmes sont admis dans les mêmes combats sans distinction de catégories). Les aspects relatifs à la danse et la virilité de séduction des femmes ont été remplacés par des valeurs plus martiales et collectives. C'est également grâce au Modern Tahtib que sont introduites les tashkilas, des formes codifiées de combat, au même titre que les kata en Karaté ou les taolu en Kung fu.
Le Modern Tahtib possède également son propre équipement (tenue spécifique, ceinture spécifique, abandon de la galabeyya traditionnelle égyptienne) et ses protocoles (entrée en combat, sortie de combat).
Un accompagnement par la percussion est toujours en pratique dans le Modern Tahtib, tandis que d'autres instruments (le mizmar) ont été éliminés. 

### Évènements
Le Modern Tahtib a été présenté au festival des arts martiaux 2016 de Bercy, dans différentes émissions télévisées,, ainsi qu'au British Museum en 2015.
Le tout premier tournoi national de Modern Tahtib a eu lieu en mai 2017 à Paris ,, opposant les sept premiers clubs français.

### Dans la culture populaire

#### Dans le jeu vidéo
Le Modern Tahtib a servi comme référence martiale pour l'épisode  en Égypte Assassin's Creed Origins de la série Assassin's Creed par Ubisoft.